# Albert Blank (Manager)

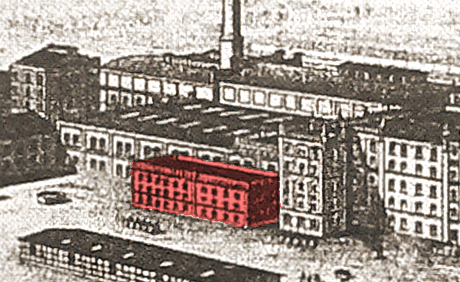
Werkshalle der Otto Kuhlmann und Co Teppichfabrik GmbH im Hefehof Hameln, 1911 (nachkoloriert)

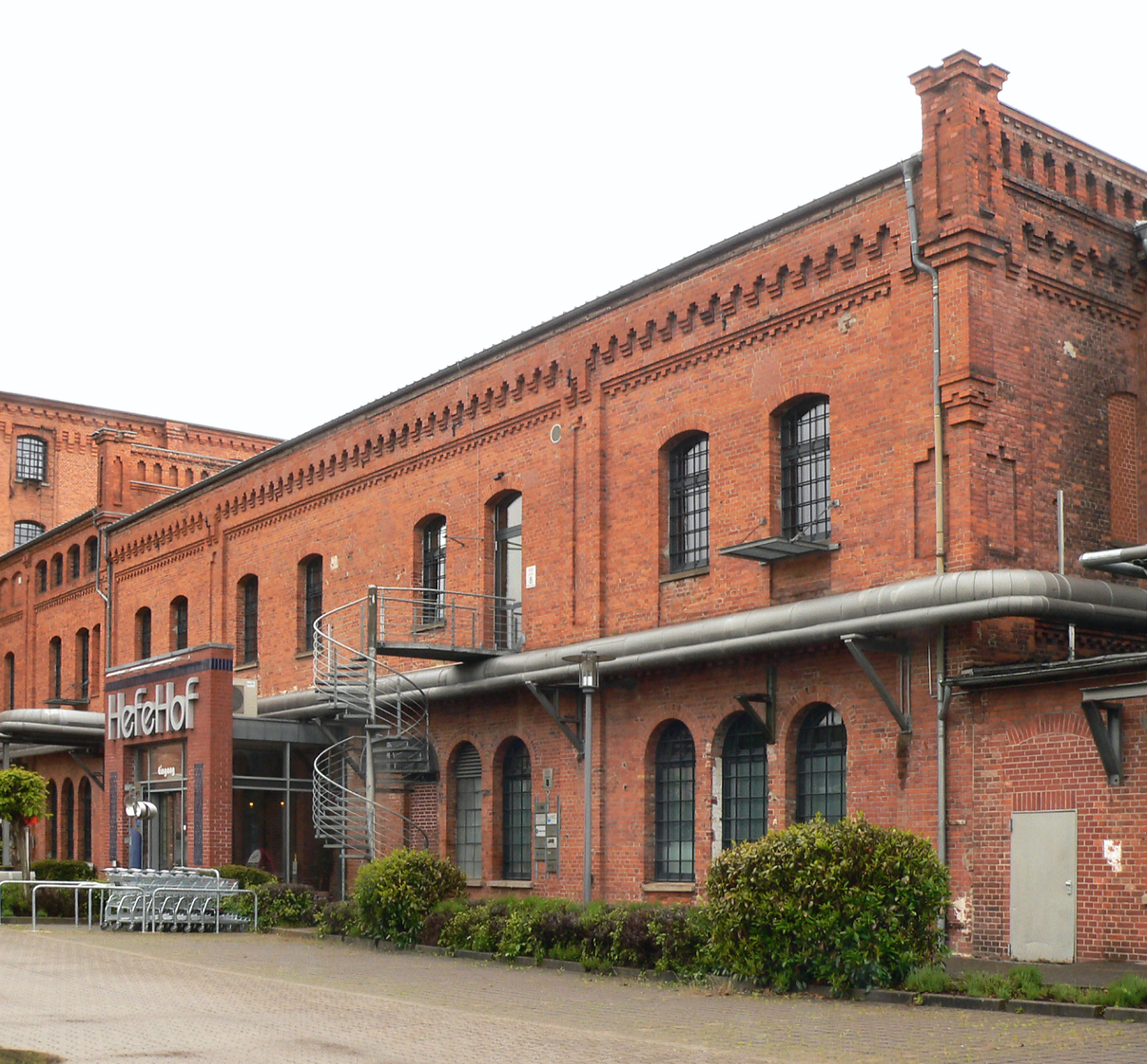
Das frühere Werksgebäude der Teppichfabrik, 2021

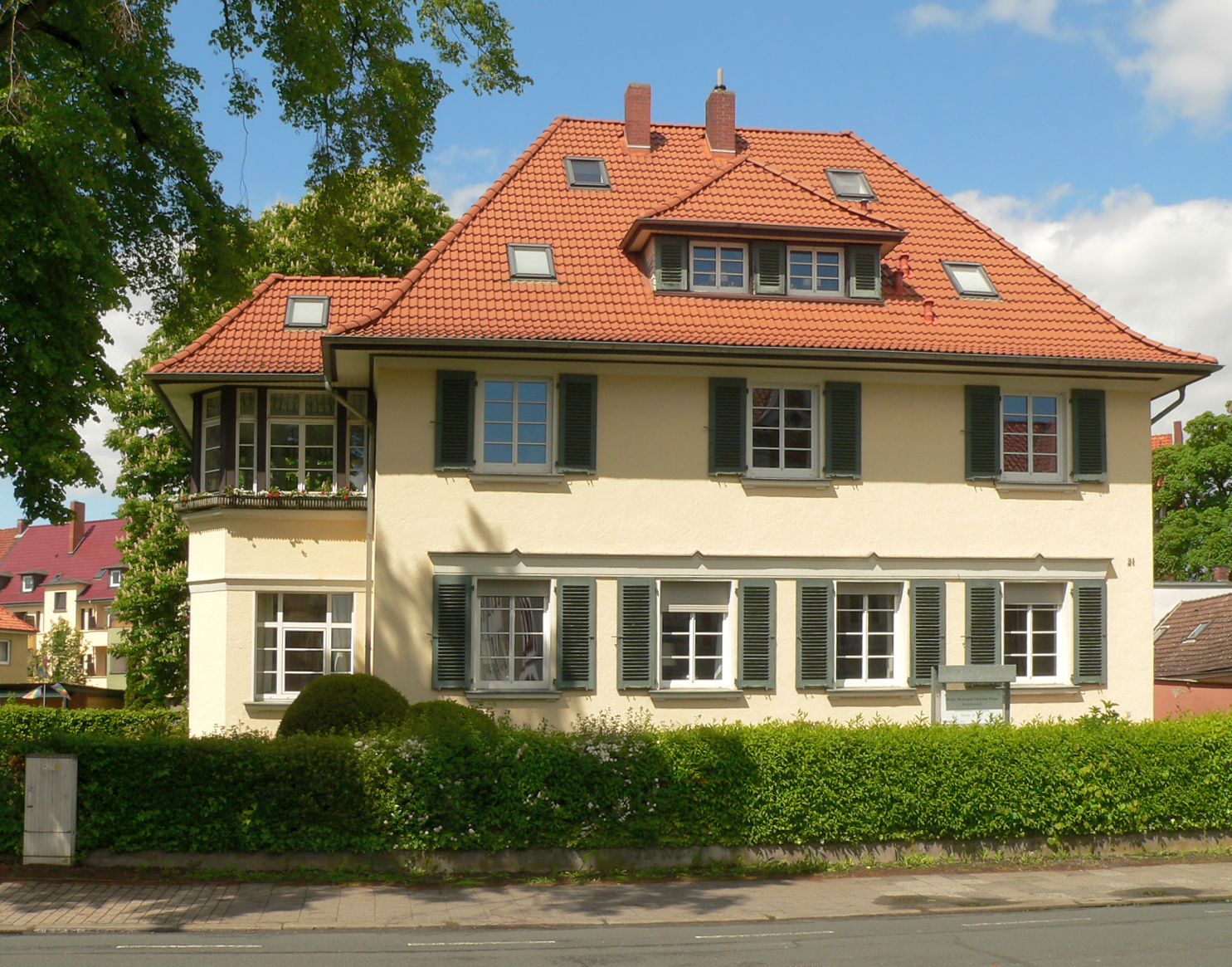
Früheres Wohnhaus von Albert Blank in Hameln

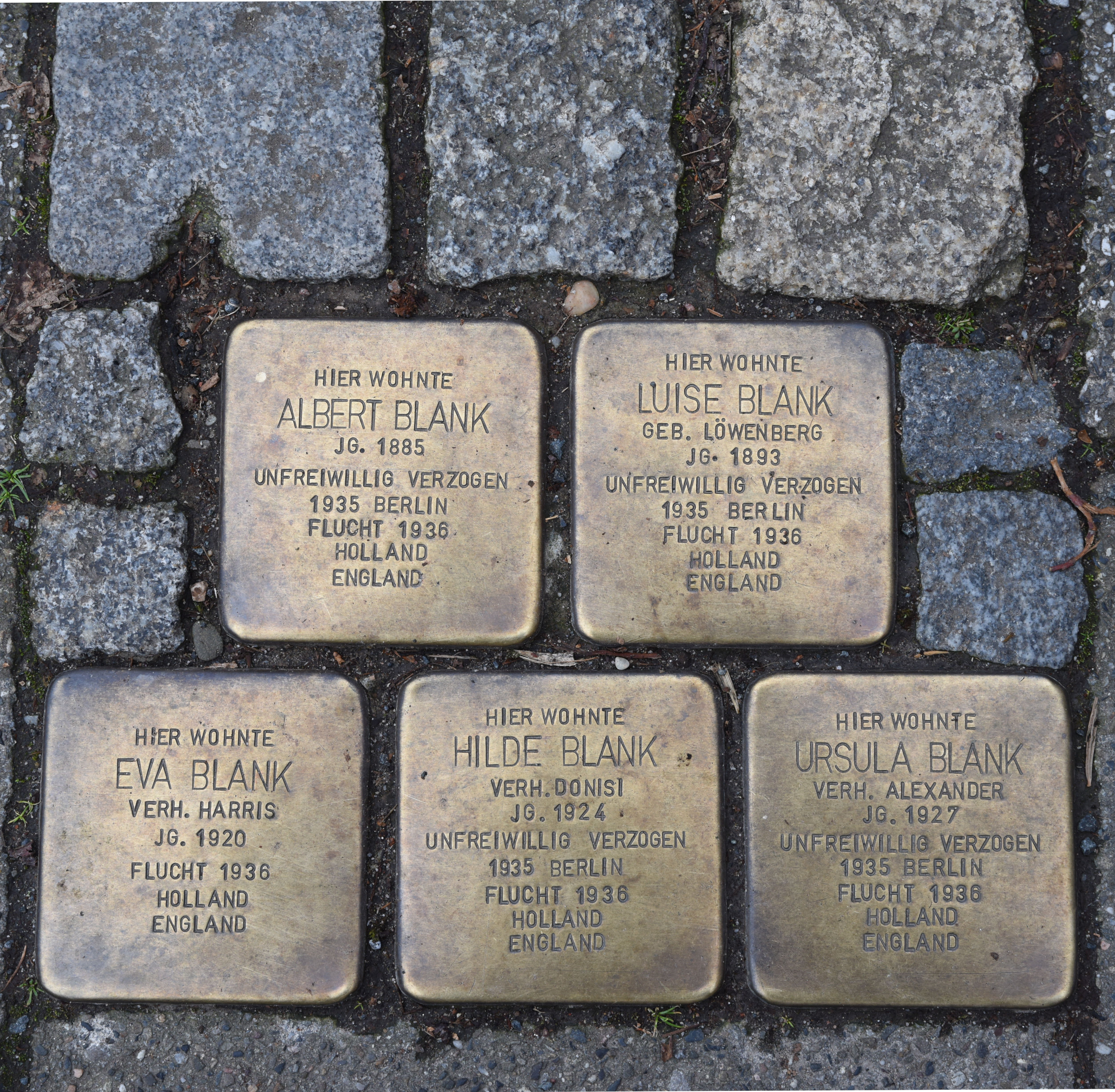
2018 verlegte Stolpersteine in Hameln für Familie Blank

Albert Blank (geboren 27. Januar 1885 in Wallensen; gestorben 29. November 1963 in London) war ein deutscher Unternehmer.

## Leben
Albert Blank war der Sohn des Kaufmanns und Fabrikanten Ely Blank (1839–1926) und Sophie Blank, geb. Levy (1851–1892) aus Wallensen im Weserbergland. Er hatte fünf Geschwister, darunter Gertrud Blank und Paula Blank. 1888  zog die Familie nach Hannover, dort besuchte er das Realgymnasium und schloss es mit der Mittleren Reife ab.
Als Einjährig-Freiwilliger leistete er einen verkürzten Wehrdienst ab und erhielt das Reserveoffiziersspatent. Der Rang des Reserveoffiziers brachte ihm im Deutschen Kaiserreich soziale Vorteile. Ab 1901 absolvierte er eine dreijährige Lehre als Weber bei den Vereinigten Wollwarenfabriken Marienthal in Hameln. Danach besuchte ein Jahr die Webschule in Aachen. Anschließend diente er von 1905 bis 1906 beim Infanterieregiment 74 in Hannover. Danach ging er im Alter von 21 Jahren für vier Jahre zur Weiterbildung in die USA, wo er in verschiedenen Webereien tätig war.
1910 kehrte er nach Hameln zurück und gründete mit dem Textilkaufmann Otto Kuhlmann die Otto Kuhlmann und Co Teppichfabrik GmbH (oka), in der er Teilhaber und Geschäftsführer war. Sie hatte ihren Sitz in einer 65 × 20 Meter großen  zweistöckigen Werkshalle im Gebäudekomplex des Hefehofes in Hameln. Als der Firmengründer Otto Kuhlmann 1911 verstarb, trat an seine Stelle Ernst Josephs, der ein entfernter Verwandter von Albert Blank war. Beide leiteten die Firma als gleichberechtigte Geschäftsführer. Blank galt jedoch als „Kopf und Herz“ des Unternehmens. Während des Ersten Weltkriegs wurde Albert Blank 1914 eingezogen und 1916 an der russischen Front verwundet. Nach seiner Entlassung  aus dem Kriegsdienst 1918 war Blank wieder beim Teppichwerk oka tätig. Er heiratete 1919 und hatte mit seiner Frau Luise drei Töchter (Eva, Hilde, Ursula).
Das Teppichwerk vergrößerte sich in den 1920er Jahren erheblich und beschäftigte über 180 Mitarbeiter. Durch die im Jahr 1930 einsetzende Weltwirtschaftskrise sank der Umsatz stark. In der Zeit des Nationalsozialismus entschloss sich Albert Blank 1934 aufgrund des einsetzenden Verfolgungsdrucks gegenüber Juden zum Verkauf des Teppichwerks. Dazu wandte er sich an das Teppichwerk Vorwerk in Wuppertal, das ihn an dessen Prokuristen Hans Preis vermittelte. Dieser schied anschließend bei Vorwerk aus und erwarb die Otto Kuhlmann Teppichfabrik (oka) für einen Kaufpreis von 650.000 Reichsmark. Davon entfielen rund 570.000 Reichsmark auf Maschinen, Waren und Rohmaterialien. Der Preis war etwa 30 Prozent niedriger, als die von Blank gegenüber dem Teppichwerk Vorwerk genannte Preisvorstellung. Bei der Zahlung erhielt Blank eine Anzahlung von etwa 10 Prozent, während die Restzahlung auf 10 Jahre gestreckt wurde. 1935 zog Albert Blank mit seiner Familie nach Berlin und verblieb nach einem Ferienaufenthalt 1936 in den Niederlanden, von wo aus er nach mehreren Monaten mit seiner Familie nach London zog. Mit dem Käufer der Teppichfabrik, Hans Preis – der der NSDAP angehörte – führte Blank noch während des Krieges  vom Ausland aus einen längeren Rechtsstreit, da er die Zwangssituation von Blank ausnutzte und die ausstehenden Zahlungen verweigerte. Letztendlich wurde gegen Albert Blank ein Vergehen wegen „Auflösung des Wertpapierdepots, Aufteilung und Veräußerung im Ausland“ eingeleitet und ihm die Nichtentrichtung der Reichsfluchtsteuer vorgeworfen. Die vom Gericht verhängte Geldstrafe betrug etwa die Höhe des Verkaufspreises für die Teppichfabrik Otto Kuhlmann. Die restliche Kaufschuld beschlagnahmte das Deutsche Reich im Jahr 1937. Blank verlor durch die Arisierung seines Unternehmens nahezu sein gesamtes Vermögen.
Nach dem Zweiten Weltkrieg kam es zu einem Entschädigungsverfahren aufgrund des im Jahr 1934 erfolgten Verkaufes der Teppichfabrik oka. 1951 wurde vor dem Landgericht Hannover ein Vergleich zwischen dem damaligen Käufer Hans Preis und Albert Blank gezogen, dem als Entschädigung 1.750.000 DM zugesprochen wurde, die er sich mit seinem früheren Geschäftspartner Ernst Josephs teilte.